# 閃乱カグラ2 -真紅-
『閃乱カグラ2 -真紅-』（せんらんカグラ ツー -しんく-）は、2014年8月7日にマーベラスから発売されたニンテンドー3DS用ゲームソフト。アメリカでは2015年9月15日、ヨーロッパでは2015年8月27日に発売された。

## 概要
『閃乱カグラ』ゲームシリーズ5作目にして、3DS版『閃乱カグラ』シリーズの続編ではあるが、『真影』や『VERSUS』シリーズとの直接的な繋がりはないパラレルワールドになっている。現時点はナンバリングシリーズの最終作。
システムが大幅に変更され（タッグシステムの導入など）、アクションパートも純粋の横スクロールではなくなり、大型妖魔戦のみが完全の3Dフィールドアクションとなっている。
ストーリーモード1章目「真影ノ章」は『真影』第5章（蛇女の決戦）のリメイクシナリオ、2章目「紅蓮ノ章」は焔紅蓮隊が成立した後の出来事、妖魔衆やかぐら・奈楽2人組に関わる本作メインシナリオは3章目「奈楽ノ章」から始まる。

## 登場人物
国立半蔵学院と秘立蛇女子学園（後の焔紅蓮隊）もプレイヤーキャラクターとして登場。

### 国立半蔵学院（こくりつはんぞうがくいん）
飛鳥（あすか）
声 - 原田ひとみ
国立半蔵学院の2年生。伝説の忍を祖父に持ち潜在能力が高い。誕生日：9月8日。年齢：17歳。血液型：A型。身長155cm。スリーサイズ：B90/W57/H85。
特殊パートナー：大道寺、焔
真影の飛鳥
潜在能力を解放した飛鳥であり常時忍転身で戦う。髪型がストレートになり、全ての攻撃がノーマル飛鳥より強化されている。
『Burst』における「緑色のオーラに纏った飛鳥」の固有キャラクター版と思われるが、「真影ノ章」の焔戦ではまだ解放しない（焔側も紅蓮の焔にならない）。
特殊パートナー：紅蓮の焔
斑鳩（いかるが）
声 - 今井麻美
国立半蔵学院の3年生。家宝の名刀である飛燕と足の速さで敵を切り刻む。誕生日：7月7日。年齢：18歳。血液型：A型。身長168cm。スリーサイズ：B93/W59/H90。
特殊パートナー：葛城、詠、村雨
葛城（かつらぎ）
声 - 小林ゆう
国立半蔵学院の3年生。姉御肌だがセクハラが大好き。誕生日：11月5日。年齢：17歳。血液型：B型。身長165cm。スリーサイズ：B95/W57/H90。
特殊パートナー：斑鳩、日影
柳生（やぎゅう）
声 - 水橋かおり
国立半蔵学院の1年生。過去に事故で妹を失っており、妹とよく似ている雲雀が大好き。誕生日：12月23日。年齢：15歳。血液型：O型。身長158cm。スリーサイズ：B85/W60/H83。
特殊パートナー：雲雀、未来
雲雀（ひばり）
声 - 井口裕香
国立半蔵学院の1年生。ドジっ子だが前向きで、皆から愛されている。誕生日：2月18日。年齢：15歳。血液型：B型。身長160cm。スリーサイズ：B80/W55/H73。
特殊パートナー：柳生、春花
大道寺（だいどうじ）
声 - 浅川悠
国立半蔵学院の伝説の先輩。凜とはライバルだが、凜の方が１枚うわてな様子。誕生日：11月11日。２５歳。血液型：B型。身長170cm。スリーサイズ：B100/W58/H98。
本作でも隠しキャラクター。物語の後半で半蔵、凛と共に京都に駆けつける。
特殊パートナー：飛鳥、凛
霧夜（きりや）
声 - 藤原啓治
国立半蔵学院・忍クラスの教師で飛鳥たちの担任。誕生日：5月5日。40歳。血液型：A型。身長185cm。
「奈楽ノ章」以降のデフォルトシステムボイスで登場。

### 秘立蛇女子学園（ひりつへびじょしがくえん）
『Burst』や『SHINOVI VERSUS』と同様、焔たち5人は『真影』事件終結後で焔紅蓮隊として活動し、肩書も変更されている。
焔（ほむら）
声 - 喜多村英梨
秘立蛇女子学園2年生（後に離反）。誕生日：1月3日。年齢：17歳。血液型：B型。身長163cm。スリーサイズ：B87/W57/H85。
特殊パートナー：飛鳥、凛
紅蓮の焔
背中の太刀「炎月花」を抜いた焔。『少女達の真影』、『Burst』と同じく独立したキャラクター。
特殊パートナー：真影の飛鳥
詠（よみ）
声 - 茅野愛衣
秘立蛇女子学園2年生（後に離反）。誕生日：2月10日。年齢：17歳。血液型：B型。身長160cm。スリーサイズ：B95/W58/H90。
『Burst』とは違い斑鳩との関係は『真影』に近いものに戻り、共闘になった後も斑鳩のことを「お嬢様」と呼ぶが、後に村雨の助力で斑鳩との和解を果たす。
特殊パートナー：日影、斑鳩
日影（ひかげ）
声 - 白石涼子
秘立蛇女子学園3年生（後に離反）。誕生日：9月9日。17歳。血液型：O型。身長160cm。スリーサイズ：B85/W57/H85。
特殊パートナー：詠、葛城
未来（みらい）
声 - 後藤沙緒里
秘立蛇女子学園1年生（後に離反）。誕生日：12月28日。15歳。血液型：A型。身長150cm。スリーサイズ：B62/W48/H59。
特殊パートナー：春花、柳生
春花（はるか）
声 - 豊口めぐみ
秘立蛇女子学園3年生（後に離反）。誕生日：7月20日。18歳。血液型：AB型。身長169cm。スリーサイズ：B99/W55/H88。
「真影ノ章」では道元に操られている。
特殊パートナー：雲雀、未来
鈴音（すずね）/凛（りん）
声 - 三森すずこ
秘立蛇女子学園の教師。誕生日：9月30日。２６歳。血液型：A型。身長160cm。スリーサイズ：B97/W57/H90。
本作でも隠しキャラクター。ただし、ある序盤ステージでは操作できる。
特殊パートナー：大道寺
道元（どうげん）
声 - 寺井智之
秘立蛇女子学園の出資者にしてシリーズを通しての悪役であり、妖魔召喚のため騒動を起す。『真影』とは違い飛鳥と焔の前に姿を現し、洗脳された春花を使って怨楼血（おろち）を復活させる。焔に2度倒されても生き延び（生還の理由は明言されていない）、引き続き野望達成のために暗躍し、怨楼血を完全体にして融合。飛鳥や焔達に襲いかかるが、真神楽に怨楼血共々滅ぼされた。
ボイスセットには、通常時の道元の戦闘用の声が収録されている。

### 新登場キャラクター
新章のキーパーソン達。忍者や妖魔でもない謎の勢力として活動する。どちらもプレイヤーキャラクターとしては使用不可だが、次回作『閃乱カグラ ESTIVAL VERSUS -少女達の選択-』のDLCキャラとして操作可能となった。
奈楽（ならく）
声 - 甲斐田裕子
転生の珠を守る者。誕生日：7月15日。16歳。血液型：O型。身長151cm。スリーサイズ：B91/W56/H82。
かぐらと共に京都に現れた少女。妖魔に追われていたところを飛鳥達に助けられるが後に敵対する。
武器は両足の鉄球。
かぐら
声 - 松岡由貴
謎多き少女。見た目は幼い子供そのものだが、その発言の内容は子供らしくない。
その正体は転生の珠から生まれた妖魔を滅する存在「神楽」、妖魔の赤珠を攝取りすることで急速成長し、強大な力を発揮する。しかし、彼女が転生の珠に戻る際には世界を滅ぼすほどの反動を発生する為、善忍の上層部も彼女の命を狙う。
最終決戦では最終形態「真神楽」になり、完全体となった怨楼血と融合した道元を滅ぼした後、世界そのものを滅ぼそうとするが、真影の飛鳥＆紅蓮の焔タッグに敗れ、戦闘を放棄した奈楽の説得を受けて飛鳥たちと和解した。
その後は「真神楽」ではなく１つ前の「神楽」になっている。

### その他
村雨（むらさめ）
声 - 山本兼平
斑鳩の義兄。本作は憎めない青年として描かれ、撃退された後も和解を果した斑鳩と詠を密かに応援する。
SDカードに『Burst』のセーブデータがある状態で本作をプレイすると、彼がプレイヤーキャラクターとして使用可能となる。しかし他のキャラクターと比べステータスが低く、攻撃後の隙も多い。

## スタッフ
- キャラクターデザイン - 八重樫南
- 企画・原作・プロデュース - 高木謙一郎
- シナリオ - 北島行徳

## 主題歌
オープニングテーマ「光と闇の彼方」
歌 - 国立半蔵学院 / 作詞 - ？ / 作・編曲 - 林達志
エンディングテーマ「真紅」
歌 - 飛鳥（原田ひとみ）、焔（喜多村英梨） / 作詞 - 高木謙一郎 / 作・編曲 - 林達志

### ユニットメンバー
1. ↑  飛鳥（原田ひとみ）、斑鳩（今井麻美）、葛城（小林ゆう）、柳生（水橋かおり）、雲雀（井口裕香）